# A majmok bolygója: A birodalom
A majmok bolygója: A birodalom (eredeti cím: Kingdom of the Planet of the Apes) 2024-es amerikai sci-fi akciófilm, amelyet Josh Friedman, Rick Jaffa, Amanda Silver és Patrick Aison forgatókönyve alapján Wes Ball rendezett. Ez az epizód az újragondolt Majmok bolygója sorozat negyedik része. A főbb szerepekben Owen Teague, Freya Allan, Kevin Durand, Peter Macon és William H. Macy látható.
A film előkészületei 2019 áprilisában kezdődtek, miután a Disney felvásárolta a 20th Century Fox-ot. A forgatókönyv nagyobb részét a Covid19 járvány idején írták, a szereplőválogatás pedig 2022 júniusában kezdődött el miután a forgatókönyv teljes egészében elkészült.
A forgatások 2022 októberében kezdődtek Sydneyben és 2023 februárjában fejeződtek be.

## Történet
A cselekmény a Háború után 300 évvel veszi fel a fonalat. Caesar és kolóniája oázisából számtalan különböző majomcivilizáció fejlődött ki, viszont az emberiség szinte teljesen az ősemberi szintre butult vissza és rejtőzködve élnek. A majomklánok egy része soha nem hallott Caesarról, mások pedig átformálják tanításait saját céljaik megvalósításához. Egy új majomvezér zsarnoki babérokra törve egy titkos emberi technológia után kutat azzal a tervvel hogy más klánokat az uralma alá hajtson és kiépítse saját birodalmát.
Ennek megakadályozása érdekében egy Noa nevű majom és Mae nevű lány elindulnak egy olyan útra ami meghatározza a majmok és az emberek jövőjét egyaránt.

## Szereplők
| Színész                 | Szerep         | Magyar hang      | Leírás                                                                                          |
| ----------------------- | -------------- | ---------------- | ----------------------------------------------------------------------------------------------- |
| Owen Teague             | Noa            | Kenéz Ágoston    | Fiatal csimpánzvadász, aki közel 300 évvel Cézár után élt, és valószínűleg az ő leszármazottja. |
| Freya Allan             | Mae            | Koller Virág     | Fiatal vad nő, aki csatlakozik Noához az útja során, miközben saját tervei vannak.              |
| Kevin Durand            | Proximus Cézár | Ficzere Béla     | Ambiciózus bonobó uralkodó, aki egy tengerparti majomklán élén az emberi technológiákat keresi. |
| Peter Macon             | Raka           | Olt Tamás        | Bölcs és erényes orangután, aki Noa szövetségese lesz.                                          |
| William H. Macy         | Trevathan      | Gyabronka József | Ember, aki valahol Proximus Cézár klánjában él.                                                 |
| Travis Jeffery          | Anaya          | Csiby Gergely    | Csimpánz és Noa barátja.                                                                        |
| Lydia Peckham           | Szuna          | Staub Viktória   | Nőstény csimpánz és Noa barátja.                                                                |
| Neil Sandilands         | Koro           | Gémes Antos      | Noa apja.                                                                                       |
| Eka Darville            | Sylva          | Varga Rókus      |                                                                                                 |
| Ras-Samuel Weld A'abzgi | Villám         | Lengyel Benjámin |                                                                                                 |
| Sara Wiseman            | Dar            | Kubik Anna       |                                                                                                 |
| Dichen Lachman          |                |                  |                                                                                                 |

### Magyar változat
- Magyar szöveg: Gáspár Bence
- Felvevő hangmérnök: Schriffert László
- Vágó: Simkóné Varga Erzsébet
- Gyártásvezető: Kincses Tamás
- Szinkronrendező: Dóczi Orsolya
- Produkciós vezető: Hagen Péter

A szinkront a Walt Disney Character Voices International megbízásából a Mafilm Audio Kft.;készítette el.

## Folytatások
2022 júniusában jelentették be a tervezetet, miszerint A birodalom lesz egy új A majmok bolygója-trilógia első filmje.

## Forrás
- A filmről a pcguru oldalán.
- A filmről a mafab oldalán.
- Infók az index oldalán.